# وانغ دو
وانغ دو (بالصينية: 王度) هو رسام صيني، ولد في 25 ديسمبر 1956 في ووهان في الصين.